# Chotila
Chotila (en guyaratí: ચોટીલા ) es una ciudad de la India en el distrito de Surendranagar, estado de Guyarat.

## Geografía
Se encuentra a una altitud de 206 m s. n. m. a 203 km de la capital estatal, Gandhinagar, en la zona horaria UTC +5:30.

## Demografía
Según estimación 2011 contaba con una población de 20 227 habitantes.